# Norman Braun
Norman Braun (30. august 1912 i Johannesburg/Sydafrika – 6. juli 1986 i Berlin) var en tysk arkitekt.

## Liv
Braun kom til Berlin i 1916. Han studerede arkitektur på Technische Hochschule Berlin fra 1931 til 1937, diplom hos Heinrich Tessenow. Fra 1937 medarbejder på Hans Köhlers tegnestue, under 2. verdenskrig hos Egon Eiermann, hvor han deltog i planlægningen og opførelsen af et sygehus i Beelitz-Heilstätten, som skulle tjene som vigested for berlinske hospitaler i tilfælde af bombeskader. Ansættelsen hos Eiermann blev afbrudt flere gange, fordi Braun blev indkaldt til ingeniørtropperne.
Efter krigen arbejdede Braun som selvstændig arkitekt. I 1950’erne og 1960’erne deltog han i de store genopbygningsprojekter i Berlin: Charlottenburg-Nord, Gropiusstadt (Neukölln) og John-Locke-Siedlung (Lichtenrade).

## Byggerier i Berlin
- Varehus Denninger, Breite Straße 25–29, Spandau (1950)
- Boligblok og butikker, Seegefelder Straße 58-62/Borkzeile 7-11, Spandau (1953/56).[6] Usædvanlig rumopdeling.
- Rækkehuse, Heerstraße 163/165 og Am Rupenhorn 1, Berlin-Charlottenburg (1955).[7]
- Flerfamilieshus Schlüterstr. 64, Berlin-Charlottenburg (1956).[8]
- Arkitektens eget hus, Am Rupenhorn 1b, Berlin-Charlottenburg (1956/57).[9] Fire halvetager forskudt ind over hinanden, stuen på øverste etage med store vinduer ud mod haven og flodlandskabet (Havel).
- Flerfamilieshus Haeftenzeile 2–8, Charlottenburg-Nord (1956).[10] Sammen med Werner Labes.
- Flerfamilieshus Bismarckstraße 82/83, Berlin-Charlottenburg (1958).[11]
- Boligblokke Otto-Suhr-Allee 50–68 og Loschmidtstraße 1–15/18–26 samt Alt-Lietzow 42, Berlin-Charlottenburg (1958/59).[12] 6-/8-etagers huse med flade tage, meget enkle vinduer og loggiaer, som var særlig udbredte i Berlin.
- Indkøbscenter Halemweg 17, Charlottenburg-Nord (1960).[13] Butikkerne danner et atrium omkring en gårdhave.
- Enfamilieshuse, Am Rupenhorn 4, Berlin-Charlottenburg (1960).[14] Opført for radio- og tv-stationen Sender Freies Berlin.
- Folkeskole Am Regenweiher, Johannisthaler Chaussee 328, Gropiusstadt/Berlin-Neukölln (1963/65).[15] Den typiske vesttyske folkeskole i 1960’erne.
- Højhus Heerstraße 387/Sandstraße, Berlin-Spandau (1964/65).[16] Boliger på to etager.
- Boligblokke Wollankstraße 34–53, Berlin-Gesundbrunnen (1966/67).[17]
- Kapel til afholdelse af begravelsesgudstjenester, Den Franske Kirkegård, Wollankstraße 50, Berlin-Gesundbrunnen (1967).[17]

## Arkiv
Norman Brauns bibliotek og arkiv findes i Baukunstarchiv/Akademie der Künste, Berlin. Det nazistiske Reichskulturkammers kartotek opbevares i Bundesarchiv Berlin.